# ATC kód B03
ATC kód B03 Antianemika je hlavní terapeutická skupina anatomické skupiny B. Krev a krvetvorné orgány.

## B03A Přípravky s obsahem železa

### B03AA Perorální přípravky obsahující dvojmocné železo
B03AA02 Fumarát železnatý
B03AA07 Síran železnatý

### B03AB Perorální přípravky obsahující trojmocné železo
B03AB02 Hydroxid železitý se sacharózou (p.o.)

### B03AC Parenterální přípravky obsahující trojmocné železo
B03AC02 Hydroxid železitý se sacharózou (parent.)
B03AC07 Glukonát železitosodný

### B03AD Železo v kombinaci s kyselinou listovou
B03AD02 Fumarat železnatý/kyselina listová
B03AD04 Fumarát železnatý/kyselina listová

### B03AE Železo, jiné kombinace
B03AE01 Dvojmocné soli železa/kyselina listová/vitamin B12
B03AE10 Různé kombinace

## B03B Vitamin B12 a kyselina listová

### B03BA Vitamin B12 (kyanokobalamin a analogy)
B03BA01 Cyanokobalamin

### B03BB Kyselina listová a deriváty
B03BB01 Kyselina listová

## B03X Jiná antianemika

### B03XA Jiná antianemika
B03XA01 Erythropoetin
B03XA02 Darbepoetin alfa

## Poznámka
- Registrované léčivé přípravky na území České republiky.
- Informační zdroj: Státní ústav pro kontrolu léčiv, Všeobecná zdravotní pojišťovna.